# Kellenbach
Kellenbach település Németországban, Rajna-vidék-Pfalz tartományban. Lakosainak száma 235 fő (2023. december 31.). Kellenbach Woppenroth, Königsau és Schlierschied községekkel határos.

## Népesség
A település népességének változása:
| Lakosok száma | 281  | 249  | 252  | 254  | 237  | 235  |
|               | 1975 | 2017 | 2019 | 2021 | 2022 | 2023 |